# Rubus irenaeus
Rubus irenaeus är en rosväxtart som beskrevs av Wilhelm Olbers Focke. Rubus irenaeus ingår i släktet rubusar, och familjen rosväxter. Utöver nominatformen finns också underarten R. i. innoxius.